# Tour de Francia 2009
La 96.ª edición del Tour de Francia fue una carrera ciclista francesa disputada del 4 al 26 de julio de 2009, constó de 21 etapas para completar un recorrido total de 3.457,5 km, incluyendo 93 km de contrarreloj repartidos en tres etapas -dos individual y una por equipos-, desde Mónaco hasta el tradicional final -todas las ediciones del Tour han acabado ahí- de los Campos Elíseos en París.
La carrera arrancó el 4 de julio en Mónaco -con una crono individual que se corrió, en parte, por el conocido Circuito de Mónaco de Fórmula 1- y finalizó el 26 de julio con la llegada a París. Visitó en esta edición un total de seis países: Mónaco, Francia, España, Andorra, Suiza e Italia -por orden cronológico-. Las tres principales novedades fueron la ascensión al Mont Ventoux en la penúltima etapa -sustituyendo así la tradicional contrarreloj por una jornada de alta montaña-; la prohibición de utilizar el auricular -popularmente, y en el ámbito ciclista, denominado «pinganillo»- en las etapas 10.ª y 13.ª aunque finalmente sólo se haría en la primera de ellas tras el plante de 14 equipos; y la recuperación de la contrarreloj por equipos que se había utilizado por última vez en 2005, convirtiendo esta edición en la de menos kilómetros de contrarreloj individual desde 1967.
Participaron en esta edición de la Grande Boucle 180 ciclistas, repartidos en 20 equipos de nueve corredores cada uno, de los que lograron terminar 161, con 156 clasificados tras las desclasificaciones de Mikel Astarloza, Franco Pellizotti, Lance Armstrong, Denis Menchov y Carlos Barredo (ver sección Dopaje). Debido a ello se convirtió en la edición con más desclasificados posteriores de la historia.
El ganador final fue Alberto Contador quien además se hizo con dos etapas. Le acompañaron en el podio Andy Schleck quien se hizo con la clasificación de los jóvenes por segundo año consecutivo y Lance Armstrong, que en principio obtuvo el tercer puesto pero fue desclasificado como consecuencia del dopaje (ver sección Lance Armstrong) por lo que su puesto pasó al en principio cuarto clasificado, Bradley Wiggins,
En las otras clasificaciones secundarias se impusieron Egoi Martínez (montaña) Thor Hushovd (puntos) y Astana (equipos). La clasificación de la montaña y el premio de combatividad lo obtuvo en primera instancia Franco Pellizotti pero al dar positivo el de la montaña pasó al segundo clasificado y la combatividad, al no haber segundo puesto, quedó vacante. El corredor con más victorias fue Mark Cavendish con seis, todas ellas al sprint.

## Presentaciones

### Acuerdo en Mónaco

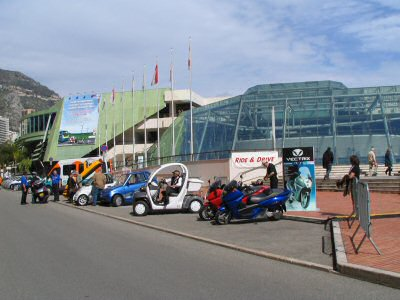
Foro Grimaldi.

El 14 de diciembre de 2007 se firmó en Mónaco el acuerdo por el cual el Tour de Francia tomaría la salida en el Principado monegasco (por primera vez en la historia) en la edición de 2009 con una contrarreloj individual de unos 15 kilómetros que recorrería parte del mítico Circuito de Mónaco de Fórmula 1.
El acuerdo fue suscrito por Jean-Paul Proust, Ministro de Estado de Mónaco, jefe de Gobierno, y Christian Prudhomme, director del Tour de Francia, en un acto celebrado en el Foro Grimaldi al que también acudió el príncipe Alberto, jefe de Estado de la ciudad monegasca.

### Presentación oficial
El 22 de octubre de 2008 se celebró en el Palacio de Congresos de París la presentación oficial de esta edición de la Grande Boucle, a la que acudieron entre otros los tres últimos ganadores del maillot amarillo: Óscar Pereiro (2006), Alberto Contador (2007) y Carlos Sastre (2008).
El acto sirvió para anunciar un recorrido en el que destacaban la primera etapa en la historia del Tour con recorrido íntegro por territorio español en la primera semana (la sexta, entre Gerona y Barcelona) y la dureza concentrada en la última semana, incluyendo la penúltima etapa con final en el Mont Ventoux en lugar de la tradicional contrarreloj.
En la presentación, en la que estuvo presente Jordi Hereu -alcalde de Barcelona-, se conoció asimismo que Jean-Étienne Amaury, hijo de Odille -la viuda dueña del Tour-, era el nuevo presidente de ASO (empresa organizadora) en sustitución de Patrice Clerc. Durante el acto se proyectó una grabación realizada a Salvador Dalí, en la que el artista afirmaba que el ciclismo, y en concreto el Tour, le provocaba un placer inefable.

### Acuerdo antidopaje AFLD-UCI
La AFLD había llevado a cabo en la edición de 2008 todos los controles antidopaje, encargándose en solitario de dicha tarea, como consecuencia del conflicto entre los organizadores del Tour de Francia y la UCI. El trabajo de la AFLD en 2008 arrojó un saldo total de cinco ciclistas expulsados o desclasificados tras dar positivo -dos durante la carrera y otros tres una vez finalizada la misma-, incluyendo cuatro positivos por una sustancia, la CERA, que se creía indetectable y que fue posible detectar por primera vez gracias a una nueva técnica desarrollada por la AMA.
Para la edición de 2009, la AFLD y la UCI habían llegado a un acuerdo según el cual sería la UCI la encargada de realizar los controles antidopaje, mientras que la AFLD se encargaría de supervisar el proceso.

## Participantes

### Equipos
Tomaron parte en la carrera 20 equipos: 17 equipos de categoría UCI ProTeam (todos salvo el Fuji-Servetto, vetado por la organización tras los escándalos de dopaje protagonizados en la edición anterior por sus ciclistas Riccardo Riccò y Leonardo Piepoli, cuando la formación se llamaba Saunier Duval-Scott); más 3 equipos de categoría Profesional Continental (Agritubel, Cervélo y Skil Shimano). Formando así un pelotón de 180 ciclistas, de nueve corredores cada equipo, de los que acabaron 161 con 156 clasificados tras las desclasificaciones de Mikel Astarloza, Franco Pellizotti, Lance Armstrong, Denis Menchov y Carlos Barredo (ver sección Dopaje). Los equipos participantes fueron:
| ProTeams (17)- AG2R La Mondiale - Astana - BBox Bouygues Telecom - Caisse d'Épargne - Cofidis, le Crédit en Ligne - Euskaltel-Euskadi - La Française des jeux - Garmin-Slipstream - Lampre-NGC - Liquigas - Quick Step - Rabobank - Silence-Lotto - Columbia-HTC - Katusha - Team Milram - Saxo Bank Equipos continentales profesionales (3)- Agritubel - Cervélo TestTeam - Skil-Shimano |
| |

Dos ciclistas japoneses se convirtieron en esta edición en los primeros nipones de la historia en terminar el Tour: Yukiya Arashiro (Bbox Bouygues Telecom) y Fumiyuki Beppu (Skil-Shimano).

### Favoritos y apuestas
Según el mercado de apuestas previo al inicio de la carrera, los favoritos a vestir el maillot amarillo en el podio final de los Campos Elíseos de París eran los siguientes, de mayor a menor:
- Alberto Contador, ganador del Tour de Francia 2007 y del Giro de Italia y la Vuelta a España en 2008, partía según las apuestas como el máximo favorito de cara al triunfo final. Contador, único corredor en activo ganador de las tres grandes vueltas, no había podido correr en la edición 2008,[15] y se presentaba tras una primavera con sensaciones contrapuestas: había perdido una París-Niza que lideraba por una pájara en marzo,[16] y ganado la Vuelta al País Vasco en abril.[17]
- Lance Armstrong, compañero de equipo de Contador en el Astana dirigido por Johan Bruyneel, era según el mercado de apuestas el segundo máximo favorito para el triunfo final. El estadounidense volvía a la ronda gala con 37 años, tras haber estado tres años alejado voluntariamente de las carreteras (2006-2008).[18] Su preparación de cara a la ronda gala se había visto comprometida por una fractura de clavícula en la Vuelta a Castilla y León. Armstrong, cuya participación había sido puesta en duda por un controvertido control antidopaje,[19][20] llegaba tras haber completado su preparación en el Giro de Italia y en Colorado[21]
- Andy Schleck, mejor joven de la última edición y ganador en 2009 de la prestigiosa clásica Lieja-Bastoña-Lieja, era según las encuestas el tercer ciclista con más posibilidades de ganar la Grande Boucle. El menor de los hermanos Schleck se presentaba avalado por sus dotes como escalador, con un recorrido propicio para él al contar con menos kilómetros contrarreloj que en anteriores ediciones.
- Cadel Evans, segundo clasificado en 2007 y 2008, se situaba en las apuestas previas como cuarto favorito. Evans, conocido por su regularidad, había sido segundo en la Dauphiné Libéré en junio, tras mostrarse más atacante que en anteriores ocasiones.[22]
- Denis Menchov, dos veces ganador de la Vuelta a España (2005 y 2007) y también vencedor del Giro de Italia de ese mismo año,[23] se situó quinto en las apuestas previas. Menchov había sido tercero en 2008, aunque no pudo subir al podio ya que en su lugar subió Bernhard Kohl, quien posteriormente fue descalificado al dar positivo por CERA.
- Carlos Sastre, vigente ganador tras conquistar en 2008 el maillot amarillo a los 33 años, se presentaba con un nuevo equipo tras dejar el potente CSC de Bjarne Riis (renombrado Saxo Bank) para embarcarse en el debutante Cervélo. Ganador de dos etapas en el último Giro de Italia (posteriormente se sabría que también tercero en la general, por descalificación de Danilo Di Luca por un positivo por CERA), Sastre ocupaba un discreto sexto lugar en el ranking de favoritos, aunque el abulense se mostró confiado sobre sus posibilidades y aseguró que esa situación le quitaba presión.

El resto de ciclistas en completar los diez favoritos al triunfo final eran Levi Leipheimer, Roman Kreuziger, Fränk Schleck (hermano mayor de Andy) y Fabian Cancellara, ordenados del séptimo al décimo lugar.

## Etapas
| Etapa      | Fecha     | Recorrido                                             | type                     | Distancia (km) | Ganador                     | Líder             |
| ---------- | --------- | ----------------------------------------------------- | ------------------------ | -------------- | --------------------------- | ----------------- |
| 1.ª etapa  | 4 de jul  | Mónaco – Mónaco                                       | contrarreloj individual  | 15             | Fabian Cancellara           | Fabian Cancellara |
| 2.ª etapa  | 5 de jul  | Mónaco – Brignoles                                    | etapa llana              | 182            | Mark Cavendish              | Fabian Cancellara |
| 3.ª etapa  | 6 de jul  | Marsella – La Grande-Motte                            | etapa llana              | 196            | Mark Cavendish              | Fabian Cancellara |
| 4.ª etapa  | 7 de jul  | Montpellier – Montpellier                             | contrarreloj por equipos | 38             | Astana                      | Fabian Cancellara |
| 5.ª etapa  | 8 de jul  | Cap d'Agde – Perpiñán                                 | etapa llana              | 197            | Thomas Voeckler             | Fabian Cancellara |
| 6.ª etapa  | 9 de jul  | Gerona – Barcelona                                    | etapa llana              | 175            | Thor Hushovd                | Fabian Cancellara |
| 7.ª etapa  | 10 de jul | Barcelona – Ordino-Arcalís                            | etapa de montaña         | 224            | Brice Feillu                | Rinaldo Nocentini |
| 8.ª etapa  | 11 de jul | Andorra la Vieja – Saint-Girons                       | etapa de montaña         | 176            | Luis León Sánchez           | Rinaldo Nocentini |
| 9.ª etapa  | 12 de jul | Saint-Gaudens – Tarbes                                | etapa de montaña         | 160            | Pierrick Fédrigo            | Rinaldo Nocentini |
| 10.ª etapa | 14 de jul | Limoges – Issoudun                                    | etapa llana              | 193            | Mark Cavendish              | Rinaldo Nocentini |
| 11.ª etapa | 15 de jul | Vatan – Saint-Fargeau                                 | etapa llana              | 192            | Mark Cavendish              | Rinaldo Nocentini |
| 12.ª etapa | 16 de jul | Tonnerre – Vittel                                     | etapa llana              | 211,5          | Nicki Sørensen              | Rinaldo Nocentini |
| 13.ª etapa | 17 de jul | Vittel – Colmar                                       | etapa de media montaña   | 200            | Heinrich Haussler           | Rinaldo Nocentini |
| 14.ª etapa | 18 de jul | Colmar – Besanzón                                     | etapa llana              | 199            | Serguéi Ivanov              | Rinaldo Nocentini |
| 15.ª etapa | 19 de jul | Pontarlier – Verbier                                  | etapa de montaña         | 207,5          | Alberto Contador            | Alberto Contador  |
| 16.ª etapa | 21 de jul | Martigny – Bourg-Saint-Maurice                        | etapa de montaña         | 160            | Mikel Astarloza Sandy Casar | Alberto Contador  |
| 17.ª etapa | 22 de jul | Bourg-Saint-Maurice – Le Grand-Bornand                | etapa de montaña         | 169            | Fränk Schleck               | Alberto Contador  |
| 18.ª etapa | 23 de jul | Annecy – Annecy                                       | contrarreloj individual  | 40             | Alberto Contador            | Alberto Contador  |
| 19.ª etapa | 24 de jul | Bourgoin-Jallieu – Aubenas                            | etapa llana              | 178            | Mark Cavendish              | Alberto Contador  |
| 20.ª etapa | 25 de jul | Montélimar – Mont Ventoux                             | etapa de montaña         | 167            | Juanma Gárate               | Alberto Contador  |
| 21.ª etapa | 26 de jul | Montereau-Fault-Yonne – Avenida de los Campos Elíseos | etapa llana              | 160            | Mark Cavendish              | Alberto Contador  |

Nota: La etapa 16, fue inicialmente ganada por el ciclista Mikel Astarloza pero su victoria fue anulada por violación a las reglas antidopaje en favor de Sandy Casar. Ver Astarloza, positivo previo

## Desarrollo general
El Tour se desarrolló bajo un ambiente tenso entre Alberto Contador y Lance Armstrong (los dos líderes del Astana) que solaparon, en parte, la disputa deportiva. El momento más significativo de dicha disputa se produjo en la tercera etapa cuando debido al viento un pequeño grupo, con Lance entre ellos, se distanciaron del pelotón principal ordenando el americano tirar a su equipo en perjuicio de Contador y de los demás favoritos que se quedaron atrás. En ese momento Lance se colocó como el primero de los favoritos en la clasificación general.
El paso por los Pirineos lo aprovechó Alberto para compensar esa pérdida y situarse por delante de Lance, siendo ello lo único significativo de esa fase de la ronda francesa debido a la falta de dureza en los kilómetros finales de esas etapas. Como suele ser habitual en los últimos años, tras pasar el primer bloque montañoso el líder de la general suele ser de un equipo no importante al que los equipos de los favoritos «dejan» para que trabajen en el pelotón, en este caso fue Rinaldo Nocentini (Ag2r-La Mondiale).
Contador sentenció el Tour en la primera etapa de los Alpes con final en Verbier sacando más de cuarenta segundos al resto de favoritos, que se sumaban a la ventaja que ya tenía de la contrarreloj por equipos de la cuarta etapa que ganó su equipo el Astana y por ello su compañero de equipo, Lance, y Bradley Wiggins (Garmin-Slipstream) (cuyo equipo fue segundo en la crono por equipos), fueron los únicos que intimidaban minimante el liderato del español, pero ya a más de minuto y medio de este. Para reducir esas diferencias los escaladores tuvieron que atacar desde lejos en las sucesivas etapas de montaña para intentar llegar al pódium final. Así fue y en la del final en Le Grand Bornand los hermanos Schleck (CSC) se erigieron en protagonismas atacando desde lejos, a unos 30 km de meta, logrando en ese momento Andy Schleck y Fränk Schleck alcanzar el segundo y el tercer puesto respectivamente por delante de Armstrong, mientras que Contador aguantó sin problemas los ataques de estos. Con las posiciones ya decididas, la etapa de Mont Ventoux (el final más duro de esta edición del Tour que ganó el español Juan Manuel Gárate (Rabobank)) apenas tuvo incidencia en la clasificación general ya que las diferencias entre Fränk, Armstrong y Wiggins eran pequeñas como para que el mayor de los luxemburgueses pudiese mantener el puesto de pódium teniendo una contrarreloj individual en la penúltima etapa (que ganó Contador ampliando en minutos su ventaja). Wiggins y Lance adelantaron sin mayores dificultades a Fränk en aquella crono mientras que Andy logró mantener su segundo puesto.
Contador ganó así el Tour sin demasiados problemas por delante de Andy Schleck a más de cuatro minutos y de Lance Armstrong a más de cinco minutos.

## Clasificaciones finales

### Clasificación general

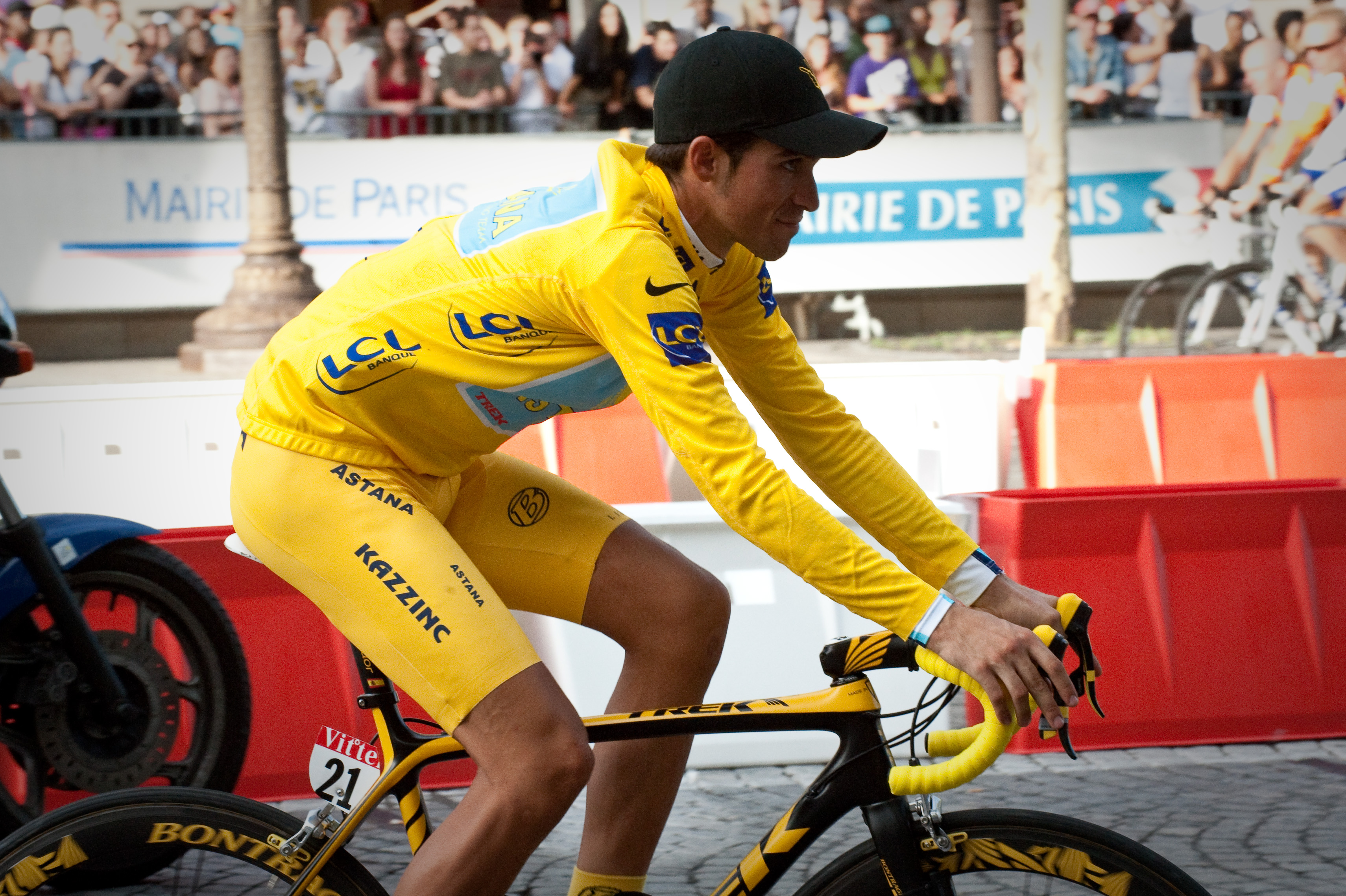
Alberto Contador, con el maillot amarillo tras cruzar la meta de los Campos Elíseos de París.

La clasificación general concluyó de la siguiente forma:
| \| Clasificación general \| Clasificación general \| Clasificación general \| Clasificación general \| Clasificación general \| \| Ciclista \| Ciclista \| Equipo \| Tiempo \| \| \| --------------------- \| --------------------- \| --------------------- \| --------------------- \| --------------------- \| \| 1.º \| Alberto Contador \| Astana \| 85 h 48 min 35 s \| \| \| 2.º \| Andy Schleck \| Saxo Bank \| + 4 min 11 s \| \| \| 3.º \| Lance Armstrong \| Astana \| DES \| \| \| 3.º \| Bradley Wiggins \| Garmin-Slipstream \| + 6 min 01 s \| \| \| 4.º \| Fränk Schleck \| Saxo Bank \| + 6 min 04 s \| \| \| 5.º \| Andreas Klöden \| Astana \| + 6 min 42 s \| \| \| 6.º \| Vincenzo Nibali \| Liquigas \| + 7 min 35 s \| \| \| 7.º \| Christian Vande Velde \| Garmin-Slipstream \| + 12 min 04 s \| \| \| 8.º \| Roman Kreuziger \| Liquigas \| + 14 min 16 s \| \| \| 9.º \| Christophe Le Mével \| La Française des jeux \| + 14 min 25 s \| \| \| 10.º \| Mikel Astarloza \| Euskaltel-Euskadi \| DES \| \| \| 10.º \| Sandy Casar \| La Française des jeux \| + 17 min 19 s \| \| \| 11.º \| Vladímir Karpets \| Katusha \| + 18 min 34 s \| \| \| 12.º \| Rinaldo Nocentini \| AG2R La Mondiale \| + 20 min 45 s \| \| \| 13.º \| Jurgen van den Broeck \| Silence-Lotto \| + 20 min 50 s \| \| \| 14.º \| Stéphane Goubert \| AG2R La Mondiale \| + 22 min 29 s \| \| \| 15.º \| Carlos Sastre \| Cervélo TestTeam \| + 26 min 21 s \| \| \| 16.º \| Aleksandr Bocharov \| Katusha \| + 29 min 33 s \| \| \| 17.º \| George Hincapie \| Columbia-HTC \| + 33 min 27 s \| \| \| 18.º \| Sylvain Chavanel \| Quick Step \| + 34 min 09 s \| \| \| 19.º \| Christian Knees \| Team Milram \| + 34 min 48 s \| \| \| 20.º \| Pierre Rolland \| BBox Bouygues Telecom \| + 37 min 44 s \| \| |                       |                       |                  |
| |                       |                       |                  |
| Fuente: ProCyclingStats |                       |                       |                  |
| Clasificación general |                       |                       |                  |
| Ciclista | Ciclista              | Equipo                | Tiempo           |
| 1.º | Alberto Contador      | Astana                | 85 h 48 min 35 s |
| 2.º | Andy Schleck          | Saxo Bank             | + 4 min 11 s     |
| 3.º | Lance Armstrong       | Astana                | DES              |
| 3.º | Bradley Wiggins       | Garmin-Slipstream     | + 6 min 01 s     |
| 4.º | Fränk Schleck         | Saxo Bank             | + 6 min 04 s     |
| 5.º | Andreas Klöden        | Astana                | + 6 min 42 s     |
| 6.º | Vincenzo Nibali       | Liquigas              | + 7 min 35 s     |
| 7.º | Christian Vande Velde | Garmin-Slipstream     | + 12 min 04 s    |
| 8.º | Roman Kreuziger       | Liquigas              | + 14 min 16 s    |
| 9.º | Christophe Le Mével   | La Française des jeux | + 14 min 25 s    |
| 10.º | Mikel Astarloza       | Euskaltel-Euskadi     | DES              |
| 10.º | Sandy Casar           | La Française des jeux | + 17 min 19 s    |
| 11.º | Vladímir Karpets      | Katusha               | + 18 min 34 s    |
| 12.º | Rinaldo Nocentini     | AG2R La Mondiale      | + 20 min 45 s    |
| 13.º | Jurgen van den Broeck | Silence-Lotto         | + 20 min 50 s    |
| 14.º | Stéphane Goubert      | AG2R La Mondiale      | + 22 min 29 s    |
| 15.º | Carlos Sastre         | Cervélo TestTeam      | + 26 min 21 s    |
| 16.º | Aleksandr Bocharov    | Katusha               | + 29 min 33 s    |
| 17.º | George Hincapie       | Columbia-HTC          | + 33 min 27 s    |
| 18.º | Sylvain Chavanel      | Quick Step            | + 34 min 09 s    |
| 19.º | Christian Knees       | Team Milram           | + 34 min 48 s    |
| 20.º | Pierre Rolland        | BBox Bouygues Telecom | + 37 min 44 s    |

### Clasificación por puntos

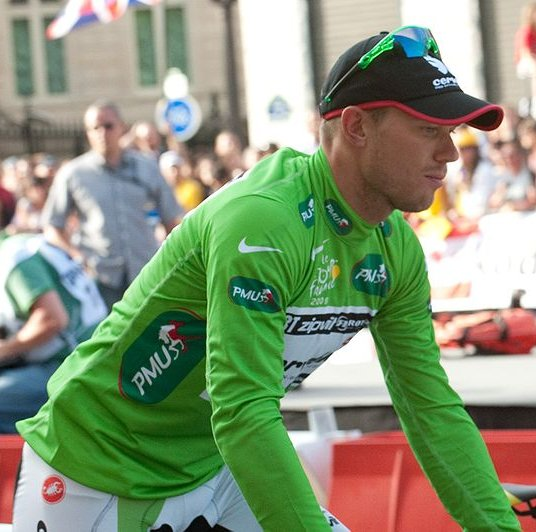
Thor Hushovd, con el maillot verde.

La clasificación por puntos concluyó de la siguiente forma:
| Clasificación por puntos | Clasificación por puntos | Clasificación por puntos | Clasificación por puntos | Clasificación por puntos |
| Ciclista                 | Ciclista                 | Equipo                   | Puntos                   |                          |
| ------------------------ | ------------------------ | ------------------------ | ------------------------ | ------------------------ |
| 1.º                      | Thor Hushovd             | Cervélo TestTeam         | 280 pts                  |                          |
| 2.º                      | Mark Cavendish           | Columbia-HTC             | 270 pts                  |                          |
| 3.º                      | Gerald Ciolek            | Team Milram              | 172 pts                  |                          |
| 4.º                      | José Joaquín Rojas       | Caisse d'Épargne         | 145 pts                  |                          |
| 5.º                      | Tyler Farrar             | Garmin-Slipstream        | 136 pts                  |                          |
| 6.º                      | Nicolas Roche            | AG2R La Mondiale         | 122 pts                  |                          |
| 7.º                      | Óscar Freire             | Rabobank                 | 119 pts                  |                          |
| 8.º                      | Franco Pellizotti        | Liquigas                 | 104 pts                  |                          |
| 9.º                      | Alberto Contador         | Astana                   | 101 pts                  |                          |
| 10.º                     | Andreas Klöden           | Astana                   | 89 pts                   |                          |

### Clasificación de la montaña

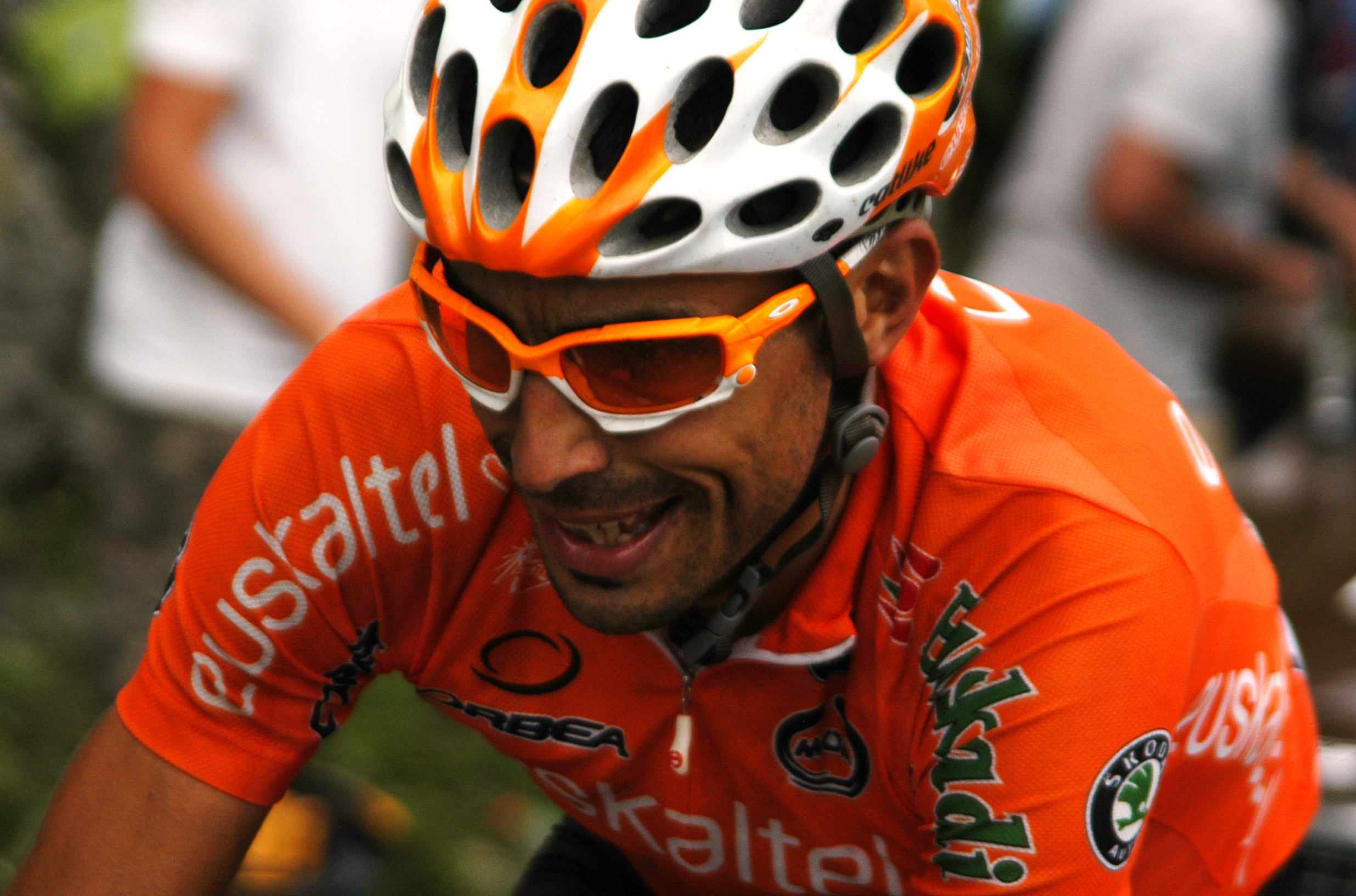
Egoi Martínez, ganador del maillot de la montaña tras la descalificación por dopaje de Franco Pellizotti.

La clasificación de la montaña concluyó de la siguiente forma:
| Clasificación de la montaña | Clasificación de la montaña | Clasificación de la montaña | Clasificación de la montaña | Clasificación de la montaña |
| Ciclista                    | Ciclista                    | Equipo                      | Puntos                      |                             |
| --------------------------- | --------------------------- | --------------------------- | --------------------------- | --------------------------- |
| 1.º                         | Franco Pellizotti           | Liquigas                    | DES                         |                             |
| 1.º                         | Egoi Martínez               | Euskaltel-Euskadi           | 135 pts                     |                             |
| 2.º                         | Alberto Contador            | Astana                      | 126 pts                     |                             |
| 3.º                         | Andy Schleck                | Saxo Bank                   | 111 pts                     |                             |
| 4.º                         | Pierrick Fédrigo            | BBox Bouygues Telecom       | 99 pts                      |                             |
| 5.º                         | Christophe Kern             | Cofidis, le Crédit en Ligne | 89 pts                      |                             |
| 6.º                         | Fränk Schleck               | Saxo Bank                   | 88 pts                      |                             |
| 7.º                         | Mikel Astarloza             | Euskaltel-Euskadi           | DES                         |                             |
| 8.º                         | Juanma Gárate               | Rabobank                    | 86 pts                      |                             |
| 9.º                         | Sandy Casar                 | La Française des jeux       | 84 pts                      |                             |
| 10.º                        | Jurgen van den Broeck       | Silence-Lotto               | 76 pts                      |                             |

### Clasificación de los jóvenes

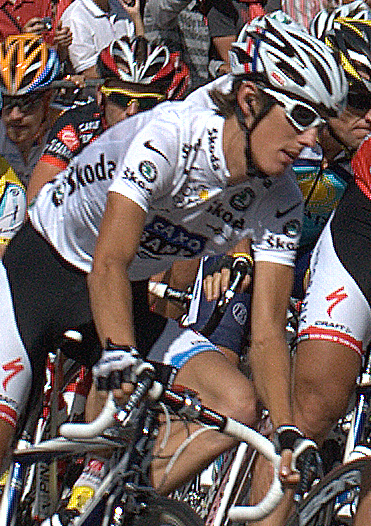
Andy Schleck, con el maillot blanco.

La clasificación de los jóvenes concluyó de la siguiente forma:
| Clasificación del mejor joven | Clasificación del mejor joven | Clasificación del mejor joven | Clasificación del mejor joven | Clasificación del mejor joven |
| Ciclista                      | Ciclista                      | Equipo                        | Tiempo                        |                               |
| ----------------------------- | ----------------------------- | ----------------------------- | ----------------------------- | ----------------------------- |
| 1.º                           | Andy Schleck                  | Saxo Bank                     | 85 h 52 min 46 s              |                               |
| 2.º                           | Vincenzo Nibali               | Liquigas                      | + 3 min 24 s                  |                               |
| 3.º                           | Roman Kreuziger               | Liquigas                      | + 10 min 05 s                 |                               |
| 4.º                           | Pierre Rolland                | BBox Bouygues Telecom         | + 33 min 33 s                 |                               |
| 5.º                           | Nicolas Roche                 | AG2R La Mondiale              | + 34 min 09 s                 |                               |
| 6.º                           | Brice Feillu                  | Agritubel                     | + 37 min 03 s                 |                               |
| 7.º                           | Peter Velits                  | Team Milram                   | + 42 min 24 s                 |                               |
| 8.º                           | Chris Anker Sørensen          | Saxo Bank                     | + 45 min 36 s                 |                               |
| 9.º                           | Tony Martin                   | Columbia-HTC                  | + 50 min 53 s                 |                               |
| 10.º                          | Yuri Trofímov                 | BBox Bouygues Telecom         | + 1 h 05 min 12 s             |                               |

### Clasificación por equipos

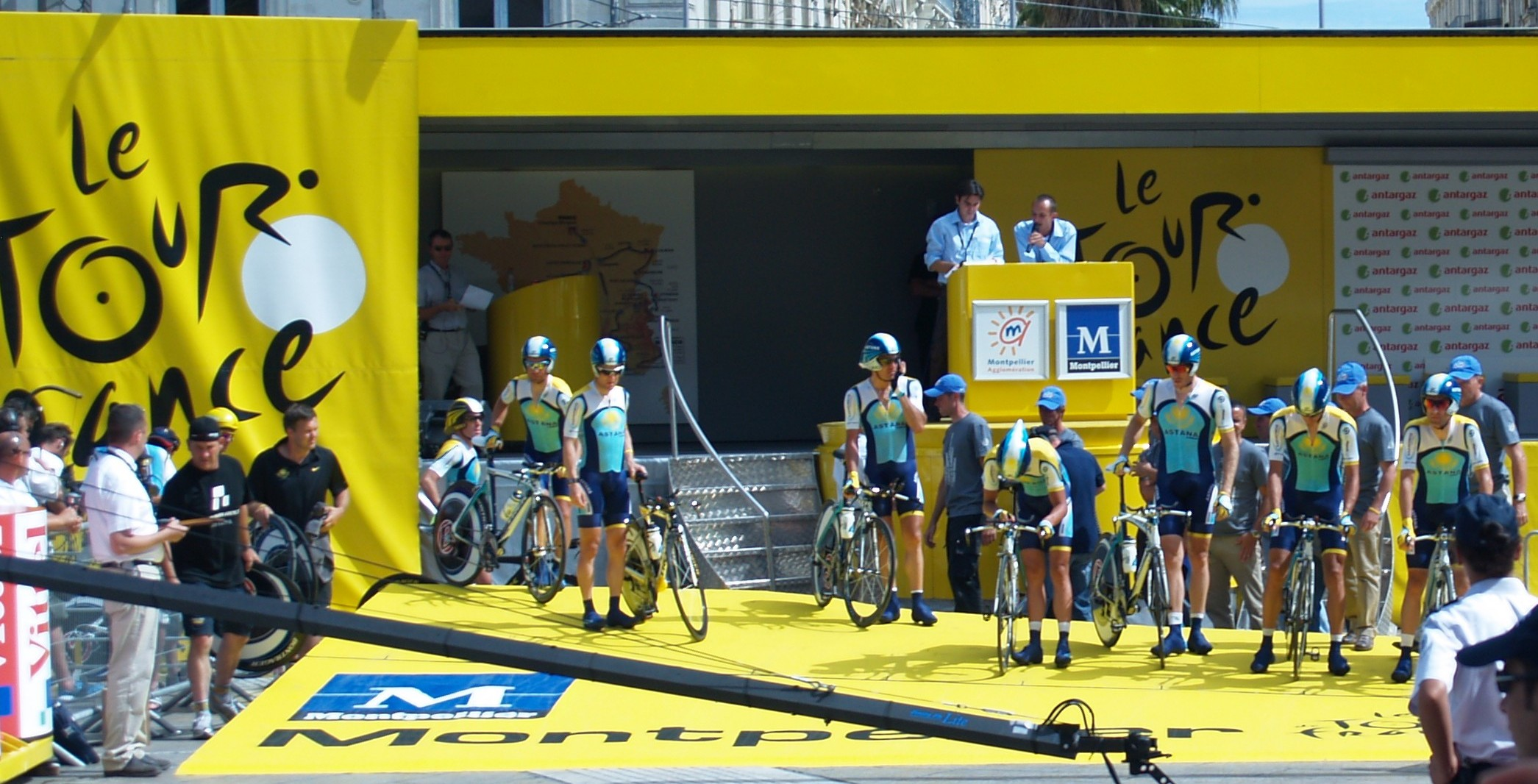
El Astana, en la rampa de salida de Montpellier poco antes de comenzar la (CRE), que también ganó.

La clasificación por equipos concluyó de la siguiente forma:
| Clasificación por equipos | Clasificación por equipos   | Clasificación por equipos | Clasificación por equipos |
| Equipo                    | Equipo                      | Tiempo                    |                           |
| ------------------------- | --------------------------- | ------------------------- | ------------------------- |
| 1.º                       | Astana                      | 256 h 02 min 58 s         |                           |
| 2.º                       | Garmin-Slipstream           | + 22 min 35 s             |                           |
| 3.º                       | Saxo Bank                   | + 28 min 34 s             |                           |
| 4.º                       | AG2R La Mondiale            | + 31 min 47 s             |                           |
| 5.º                       | Liquigas                    | + 43 min 31 s             |                           |
| 6.º                       | Euskaltel-Euskadi           | + 58 min 05 s             |                           |
| 7.º                       | La Française des jeux       | + 1 h 01 min 48 s         |                           |
| 8.º                       | Cofidis, le Crédit en Ligne | + 1 h 05 min 34 s         |                           |
| 9.º                       | Katusha                     | + 1 h 13 min 57 s         |                           |
| 10.º                      | Agritubel                   | + 1 h 20 min 38 s         |                           |

## Evolución de las clasificaciones
| Etapa                   |                          | Ganador _                   | Clasificación general | Puntos            | Montaña                         | Jóvenes         | Combatividad      | Equipo           |
| ----------------------- | ------------------------ | --------------------------- | --------------------- | ----------------- | ------------------------------- | --------------- | ----------------- | ---------------- |
| 1.ª etapa               | contrarreloj individual  | Fabian Cancellara           | Fabian Cancellara     | Fabian Cancellara | Alberto Contador                | Roman Kreuziger | no otorgado       | Astana           |
| 2.ª etapa               | etapa llana              | Mark Cavendish              | Fabian Cancellara     | Mark Cavendish    | Jussi Veikkanen                 | Roman Kreuziger | Stef Clement      | Astana           |
| 3.ª etapa               | etapa llana              | Mark Cavendish              | Fabian Cancellara     | Mark Cavendish    | Jussi Veikkanen                 | Tony Martin     | Samuel Dumoulin   | Astana           |
| 4.ª etapa               | contrarreloj por equipos | Astana                      | Fabian Cancellara     | Mark Cavendish    | Jussi Veikkanen                 | Tony Martin     | no otorgado       | Astana           |
| 5.ª etapa               | etapa llana              | Thomas Voeckler             | Fabian Cancellara     | Mark Cavendish    | Jussi Veikkanen                 | Tony Martin     | Mijaíl Ignátiev   | Astana           |
| 6.ª etapa               | etapa llana              | Thor Hushovd                | Fabian Cancellara     | Mark Cavendish    | Stéphane Augé                   | Tony Martin     | David Millar      | Astana           |
| 7.ª etapa               | etapa de montaña         | Brice Feillu                | Rinaldo Nocentini     | Mark Cavendish    | Brice Feillu                    | Tony Martin     | Christophe Riblon | Astana           |
| 8.ª etapa               | etapa de montaña         | Luis León Sánchez           | Rinaldo Nocentini     | Thor Hushovd      | Christophe Kern                 | Tony Martin     | Sandy Casar       | AG2R La Mondiale |
| 9.ª etapa               | etapa de montaña         | Pierrick Fédrigo            | Rinaldo Nocentini     | Thor Hushovd      | Egoi Martínez                   | no otorgado     | Franco Pellizotti | AG2R La Mondiale |
| 10.ª etapa              | etapa llana              | Mark Cavendish              | Rinaldo Nocentini     | Thor Hushovd      | Egoi Martínez                   | Tony Martin     | Thierry Hupond    | AG2R La Mondiale |
| 11.ª etapa              | etapa llana              | Mark Cavendish              | Rinaldo Nocentini     | Mark Cavendish    | Egoi Martínez                   | Tony Martin     | Johan Vansummeren | AG2R La Mondiale |
| 12.ª etapa              | etapa llana              | Nicki Sørensen              | Rinaldo Nocentini     | Mark Cavendish    | Egoi Martínez                   | Tony Martin     | Nicki Sørensen    | Saxo Bank        |
| 13.ª etapa              | etapa de media montaña   | Heinrich Haussler           | Rinaldo Nocentini     | Thor Hushovd      | Franco Pellizotti Egoi Martínez | Tony Martin     | Heinrich Haussler | Saxo Bank        |
| 14.ª etapa              | etapa llana              | Serguéi Ivanov              | Rinaldo Nocentini     | Thor Hushovd      | Franco Pellizotti Egoi Martínez | Tony Martin     | Martijn Maaskant  | AG2R La Mondiale |
| 15.ª etapa              | etapa de montaña         | Alberto Contador            | Alberto Contador      | Thor Hushovd      | Franco Pellizotti Egoi Martínez | Andy Schleck    | Simon Špilak      | Astana           |
| 16.ª etapa              | etapa de montaña         | Mikel Astarloza Sandy Casar | Alberto Contador      | Thor Hushovd      | Franco Pellizotti Egoi Martínez | Andy Schleck    | Franco Pellizotti | Astana           |
| 17.ª etapa              | etapa de montaña         | Fränk Schleck               | Alberto Contador      | Thor Hushovd      | Franco Pellizotti Egoi Martínez | Andy Schleck    | Thor Hushovd      | Astana           |
| 18.ª etapa              | contrarreloj individual  | Alberto Contador            | Alberto Contador      | Thor Hushovd      | Franco Pellizotti Egoi Martínez | Andy Schleck    | no otorgado       | Astana           |
| 19.ª etapa              | etapa llana              | Mark Cavendish              | Alberto Contador      | Thor Hushovd      | Franco Pellizotti Egoi Martínez | Andy Schleck    | Leonardo Duque    | Astana           |
| 20.ª etapa              | etapa de montaña         | Juanma Gárate               | Alberto Contador      | Thor Hushovd      | Franco Pellizotti Egoi Martínez | Andy Schleck    | Tony Martin       | Astana           |
| 21.ª etapa              | etapa llana              | Mark Cavendish              | Alberto Contador      | Thor Hushovd      | Franco Pellizotti Egoi Martínez | Andy Schleck    | Fumiyuki Beppu    | Astana           |
| Clasificaciones finales | Clasificaciones finales  |                             | Alberto Contador      | Thor Hushovd      | Egoi Martínez                   | Andy Schleck    | Franco Pellizotti | Astana           |

## Polémicas

### «Guerra» del pinganillo

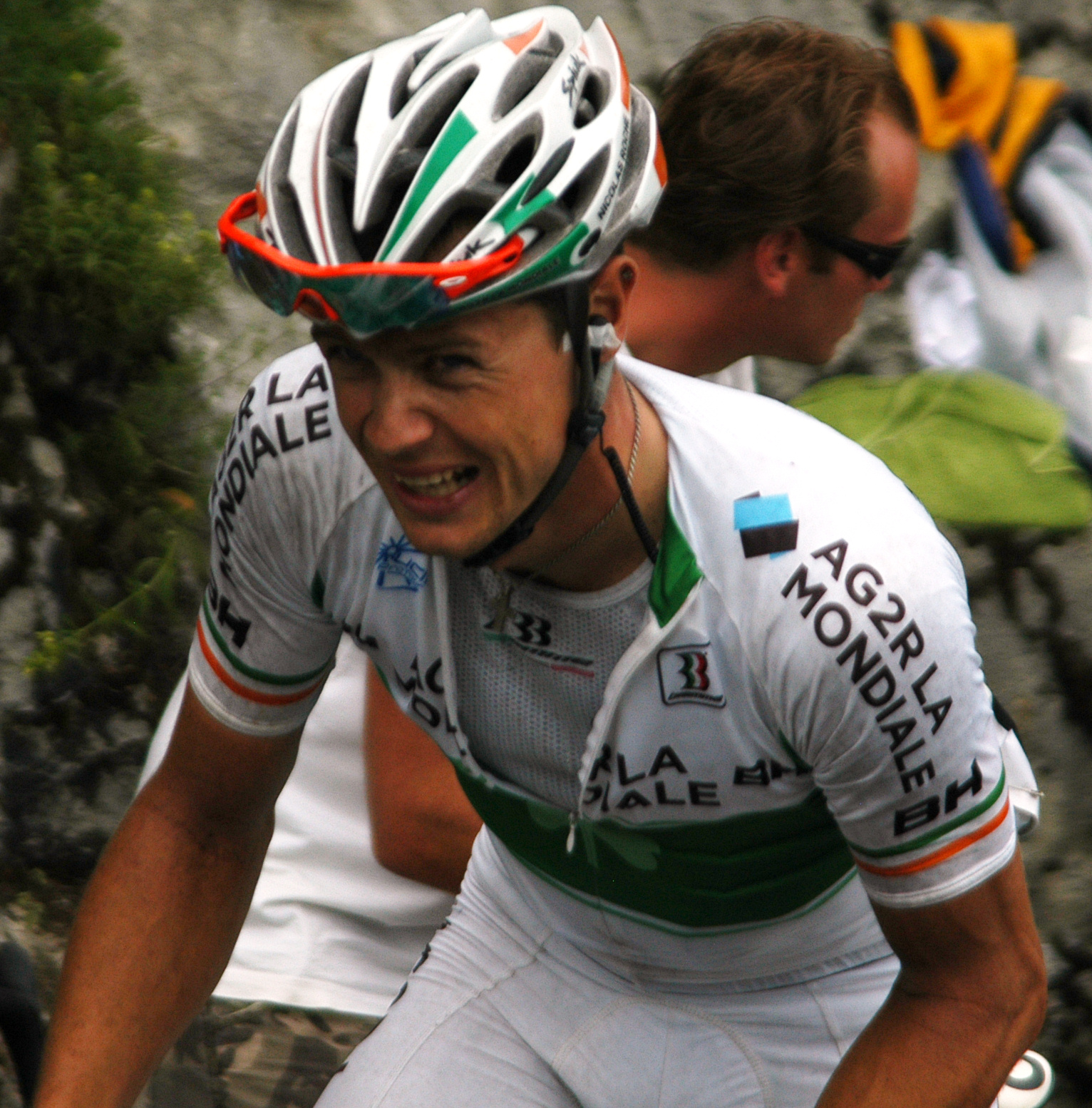
Nicolas Roche, en pleno ascenso a La Colombiere con el pinganillo (en la oreja izquierda) y su cable correspondiente.

La organización del Tour, a petición de la televisión francesa y con el visto bueno de la UCI cuya Asamblea dio luz verde a la iniciativa en junio, anunció que prohibiría el uso de los pinganillos -que permiten la comunicación entre director y ciclista- en dos etapas: la 10.ª -eminentemente llana- y la 13.ª -de media montaña-. La prohibición de los pinganillos -ya aplicada en todas las carreras de juveniles y amateurs por orden de la UCI- tenía como objetivo potenciar el espectáculo.
En la primera jornada de descanso (13 de julio), el día previo a la 10.ª etapa, catorce equipos (liderados por Johan Bruyneel (director del Astana de Contador y Armstrong), firmaron una carta en favor del pinganillo y en contra de su prohibición. En dicha carta pedían a la organización que, en lugar de una prohibición total en esas dos etapas, se adoptara una de las siguientes soluciones: prohibirlo totalmente en la 10.ª etapa (llana y no relevante para la general) pero no en la 13.ª etapa (de media montaña), o autorizar el uso del pinganillo en esas dos etapas a dos ciclistas por cada equipo.
- Equipos que firmaron la carta (14): Astana, Saxo Bank, Euskaltel-Euskadi, Rabobank, Liquigas, Caisse d'Epargne, Ag2r-La Mondiale, Cervélo, Milram, Quick Step, Lampre N.G.C., Columbia-HTC, Silence-Lotto, Katusha.[28]

- Equipos que no firmaron la carta (6): Cofidis, le Crédit en Ligne, BBox Bouygues Telecom, Française des Jeux, Skil-Shimano, Agritubel, Garmin-Slipstream.[28]

La organización del Tour no cedió a las presiones y confirmó que ambas etapas se correrían sin pinganillos, anunciando asimismo que si algún ciclista incumplía la norma sería expulsado de la carrera. Sin embargo, tras el plante de los 14 equipos firmantes en la 10.ª etapa -en la que sólo disputaron a modo competitivo los últimos 25 kilómetros, últimos 30 en el caso del escapado Ignatiev,- la organización del Tour cedió, por lo que la UCI anunció que finalmente se permitiría el uso del aparato de comunicación en la 13.ª etapa.

### Tensión entre Contador y Armstrong
La edición estuvo marcada por la tensión existente entre los dos líderes del Astana, Alberto Contador (ganador final del maillot amarillo, que suponía su segundo Tour, habiendo ganado también Giro y Vuelta) y Lance Armstrong (siete veces ganador del Tour, quien volvía tras tres años de retiro y finalizó tercero en la general). Contador afirmó tras confirmarse como ganador en el Mont Ventoux que había corrido dos Tours, uno en la bici y otro en el hotel, señalando asimismo el día siguiente tras llegar victorioso a París que durante la ronda gala el peor momento estuvo en el hotel, en referencia al conflicto interno del equipo. Un día después, ya de vuelta a España, dijo sobre Armstrong que era un grandísimo campeón al que no obstante nunca había tenido admiración ni la tendría, aunque le felicitó por su tercer puesto en la general. Esta afirmación de Contador señalando que nunca había tenido admiración por Armstrong contrastaba con las declaraciones del propio Contador tres años antes, en las que confesaba admirar una barbaridad al estadounidense.
El estadounidense, quien había anunciado días antes que crearía su propio equipo, el Team RadioShack, para su asalto a la Grande Boucle en 2010, señaló tras escuchar estas declaraciones que el de Pinto tenía mucho que aprender, y que la letra "I" (que significa también "yo" en inglés) no aparece en la palabra "Team" (equipo), destacando que Contador no habría ganado sin el equipo.
El cruce de declaraciones siguió durante meses, afirmando Alberto que no dispuso de las mejores ruedas en la contrarreloj inicial ya que le fueron adjudicadas a Lance y por ello tuvo que comprárselas con su propio dinero
 a lo que Johan Bruyneel, exdirector del Astana y director del nuevo RadioShack se sintió aludido y quiso desmentir tales afirmaciones. Además, Lance criticó diferentes aspectos de Contador entre ellas el hecho de que Contador dejase marchar a la mayoría de corredores (incluso su compañero de habitación) haciendo entender que Contador no era un buen compañero de equipo.

### Himno incorrecto en París
El 26 de julio, durante los actos protocolarios en los Campos Elíseos de París en honor a los triunfadores de la carrera tras el final de la última etapa, cuando el ganador de la general Alberto Contador subió a lo más alto del podio sonó el himno danés en lugar del himno español, que era el que debió sonar en honor al país del maillot amarillo.
Contador, tras escuchar el himno danés, comentó el error al exciclista Bernard Hinault (pentacampeón del Tour de Francia y relaciones públicas de la ronda gala). Posteriormente, al subir Contador de nuevo al podio junto al resto de sus compañeros del Astana como ganadores de la clasificación por equipos, la organización puso el himno español correcto en la megafonía.
La organización de la Grande Boucle, así como las autoridades políticas francesas presentes en la ceremonia, pidieron disculpas por el error, según indicó el Secretario de Estado español para el Deporte Jaime Lissavetzky, quien se encontraba en el lugar.

## Dopaje

### Astarloza, positivo previo

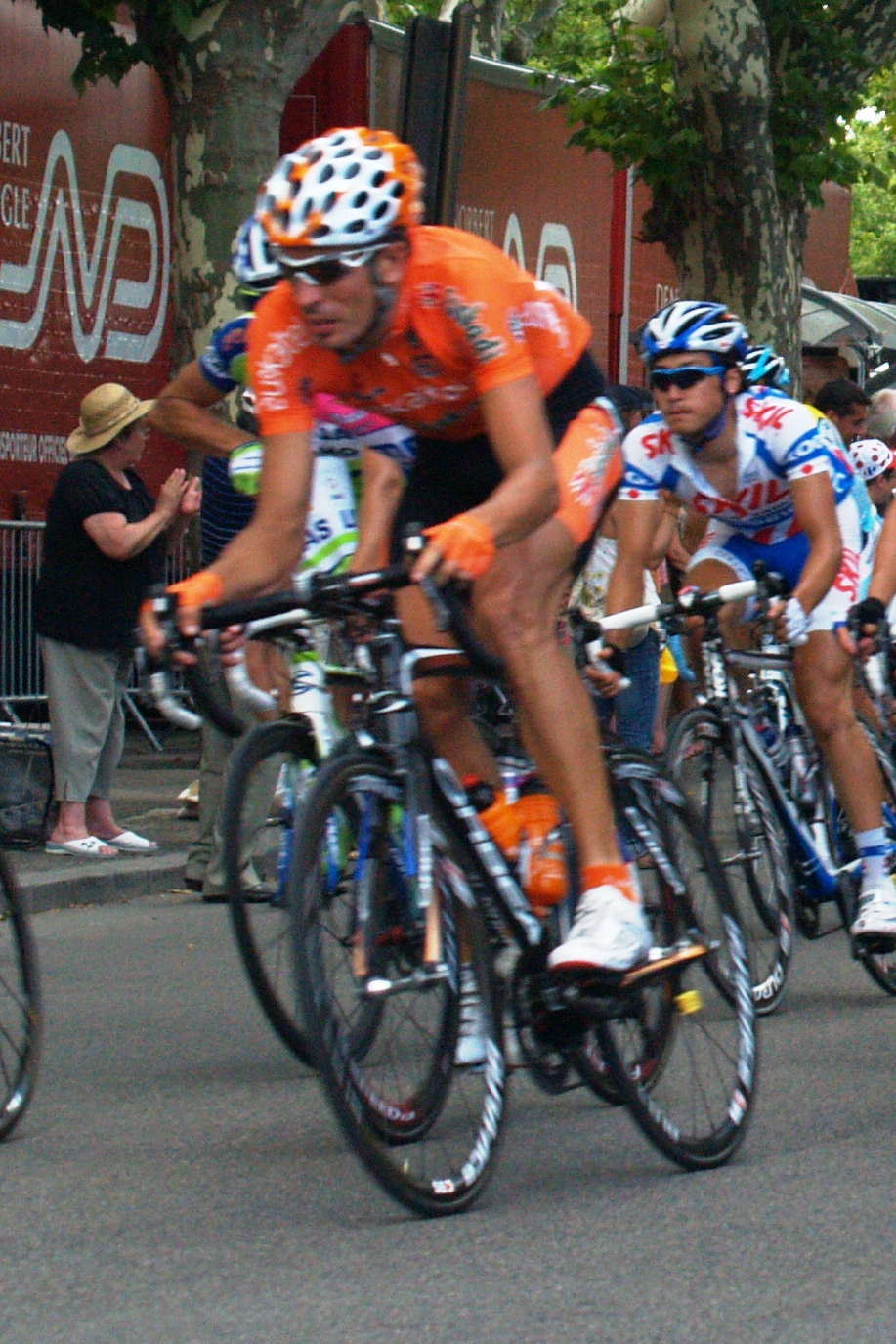
Astarloza, en la 3.ª etapa.

El 31 de julio la UCI anunció que Mikel Astarloza (Euskaltel-Euskadi), ganador de una etapa en esta edición de la Grande Boucle y undécimo en la clasificación general como resultados más destacados, había dado positivo por EPO recombinante en un control antidopaje realizado el 26 de junio, pocos días antes de que diera comienzo la ronda gala.
El 8 de septiembre la UCI comunicó al corredor que el contraanálisis había dado positivo, confirmando el caso de dopaje por EPO recombinante. La UCI actualizó entonces las clasificaciones de las carreras en las que Mikel había participado desde el día que le fue practicado el control hasta que se conoció el resultado positivo del mismo, siendo excluido de las mismas con la indicación "0 DSQ" (descalificado). Por ello todos sus resultados fueron anulados y su puesto quedó vacante excepto en el que salió victorioso en el que el segundo cogió su puesto quedándose el segundo vacante y en los de las clasificaciones generales y secundarias (tanto parciales como las finales): en esos dos casos su exclusión suponía que los corredores que hubieran quedado por detrás de él (hasta el 20.º) subieran un puesto en la clasificación, quedando vacante la vigésima posición.

### Hematide y AICAR, novedades dopantes
Pierre Bordry, presidente de la AFLD, afirmó el 27 de julio,un día después de que terminara la ronda gala, que estaba convencido de que dos nuevas sustancias dopantes habían sido utilizadas durante esta edición de la Grande Boucle: Hematide y AICAR.
- Hematide es una ESA de nueva generación, desarrollada por Affymax, que se encuentra aún en la fase III de los ensayos clínicos, y no tiene por tanto la autorización de las autoridades sanitarias para su comercialización.[52]

- AICAR (aminoimidazole carboxamide ribonucleotide), por su parte, conocido como ejercicio en una pídora, es un fármaco que saltó a la luz en 2008 cuando un grupo de investigadores descubrieron que, utilizado en ratones, permite convertir fibras musculares rápidas en fibras musculares lentas, un efecto ventajoso para el deportista, al permitirle afrontar esfuerzos de larga duración, equivalente al ejercicio físico o entrenamiento, pero de manera artificial. El diario Los Angeles Times anunció que un grupo de científicos había desarrollado una técnica para su detección y que la habría facilitado a la AMA, aunque este organismo no ha hecho público si lo ha incorporado a sus controles antidopaje ya que no suele anunciar esta circunstancia.[52]

### Irregularidades y trato de favor al Astana de la UCI

#### Primeras denuncias durante la carrera

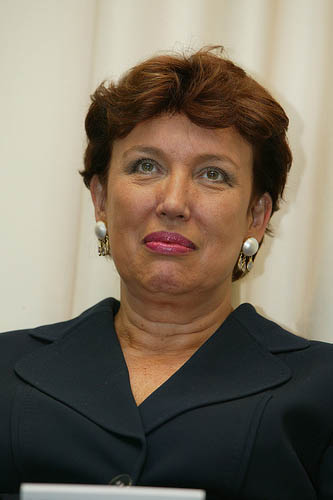
Roselyne Bachelot, ministra francesa de Deportes.

El diario L'Equipe publicó que un inspector de la UCI, encargado de realizar el 11 de julio en Andorra un control antidopaje a un ciclista del Astana, equipo de Alberto Contador y Lance Armstrong entre otros, concedió un tiempo de 50 minutos al corredor desde el momento en que anunció que debía tomarle unas muestras hasta que se realizó realmente el control.
Este largo período era contrario a las normas antidopaje, que autorizaban un máximo de 10 minutos desde el anuncio del control hasta su realización. Asimismo, el inspector no tuvo al corredor a la vista durante esos cincuenta minutos (lo cual era también contrario a las normas), ya que pasó ese tiempo tomando un café junto a diversos miembros del Astana.
La ministra francesa de Deportes, Roselyne Bachelot, confirmó los hechos y criticó lo sucedido, añadiendo que no podían cometerse más errores de ese tipo «porque desvirtúan la lucha contra el dopaje».
Pierre Bordry, presidente de la AFLD, también criticó a la UCI por su papel.

#### Informe de la AFLD, crítico con la UCI

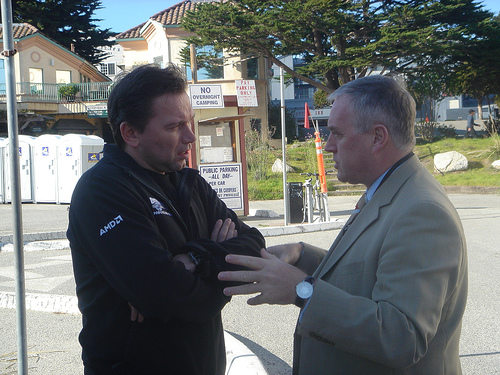
El presidente de la UCI, Pat McQuaid (dcha.), conversando con Johan Bruyneel, mánager general del Astana de Contador y Armstrong.

La AFLD denunció, en un informe publicado por el diario Le Monde el 5 de octubre de 2009, un trato de favor de los inspectores antidopaje de la UCI hacia los ciclistas del equipo Astana dirigido por Johan Bruyneel, en el que corrieron Alberto Contador -ganador de la general- y Lance Armstrong -tercero-. La AFLD elaboró dicho informe basándose en los testimonios de los controladores de la agencia que estuvieron presentes en la Grande Boucle.
Según la AFLD, los ciclistas del Astana eran informados con antelación sobre cuándo debían pasar controles antidopaje que debían ser por sorpresa. Así, los ciclistas del Astana que tuvieran que pasar controles antidopaje sorpresa al término de la etapa conocían esa circunstancia media hora antes de llegar a meta, tiempo suficiente para manipular las muestras antes de que fueran requeridos por las autoridades antidopaje. La denuncia de la agencia francesa apuntaba también a la contrarreloj por equipos de Montpellier -4.ª etapa, disputada el 7 de julio- que ganó el Astana, ya que ese día el director del equipo habría entregado a uno de sus ciclistas, antes de tomar la salida, la notificación de que debería someterse a un control antidopaje sorpresa al término de la crono.
El Astana tampoco habría informado de dónde se encontraba antes del inicio de la ronda gala a las autoridades antidopaje, dificultando que sus corredores pudieran ser sometidos a controles sorpresa. Pierre Bordry, presidente e la AFLD, añadió que las disfunciones halladas no eran tan flagrantes en el caso de otros equipos.
La AFLD señaló también que en ocasiones los ganadores de etapa y líderes de las clasificaciones no eran sometidos a los controles antidopaje pertinentes hasta una hora u hora y media después de cruzar la línea de meta.
La AFLD denunció asimismo que los inspectores de la UCI consideraran los controles antidopaje sorpresa realizados a los ciclistas por la mañana en el hotel, antes de tomar la salida, como controles fuera de competición en lugar de controles dentro de competición. Ese error de la UCI tenía como consecuencia que no podrían detectarse en las muestras tomadas en dichos controles algunas sustancias dopantes, al estar permitido su uso fuera de competición (y prohibida durante), como corticoides y estimulantes.
La UCI emitió un comunicado en el que juzgaba infundadas y graves las acusaciones vertidas en su contra por la AFLD, a la vez que calificaba de inaceptable la forma de proceder de la agencia francesa y de su presidente. La UCI acusó también a Bordry de haber intentado sabotear su lucha contra el dopaje.

#### AFLD rompe con la UCI
El 7 de octubre de 2009 la ALFD anunció que renunciaba a seguir trabajando con la UCI, por lo que el Tour de Francia 2010 se realizaría sin la supervisión de la agencia francesa.
Pierre Bordry, presidente de la AFLD, justificó su decisión en las anomalías detectadas en la lucha antidopaje de la UCI, y aseguró que era necesario que las federaciones supieran que «en la lucha antidopaje es necesario ser riguroso y transparente, si no se da lugar a dudas». Bordry, quien destacó que fue la UCI la que no cumplió un reglamento establecido por la propia UCI, subrayó que el sistema antidopaje de la UCI «está diseñado para que hubiera tiempo. ¿Dónde está el carácter sorpresa del control?». Preguntado sobre el hecho de que en la edición 2009 de la Grande Boucle no se hubiera registrado ningún positivo, Bordry señaló que a lo mejor tenía que ver con que fueran médicos de la UCI y no de AFLD quienes realizaron los controles antidopaje ese año, aunque reconoció que era imposible demostrarlo.

#### Respuestas de la UCI
La Unión Ciclista Internacional (UCI) no tardó en responder y ese mismo 5 de octubre acusó al informe de «carecer de fundamento» considerando, además «inaceptable la manera de proceder adoptada por el señor Pierre Bordry y sus colaboradores» al hacer público dicho informe. Poco después hizo un análisis más exhaustivo del mismo afirmando, ante las acusaciones de trato de favor al Astana, «que el Astana no recibió en absoluto ningún trato de especial, salvo que sus ciclistas fueron objeto de un mayor número de controles, un total de 81 (de 762). De hecho, los ciclistas principales del Astana recibieron el triple de tests que el resto"» entre otras aclaraciones.
Por su parte el presidente de la UCI, Pat McQuaid, en unas declaraciones la diario L'Equipe publicadas el 2 de diciembre de ese año 2009, se mostró crítico con la AFDL declarando que «hemos intentado encontrar los medios de colaborar con la AFLD, pero ésta lo ha echado todo por tierra cuando ha quebrantado nuestras posiciones al hacer público un informe que debería haber permanecido entre la UCI y la AFLD» por ello, el dirigente concluyó que no estaban dispuestos «a arriesgar todos los esfuerzos realizados en el ciclismo en materia de lucha contra el dopaje volviendo a poner trabajo en manos de esta agencia».

### Fiscalía investiga jeringuillas sospechosas
El 13 de octubre de 2009 el diario L'Équipe anunció que la Fiscalía de París había abierto una investigación preliminar sobre un posible delito de dopaje, en el que podrían verse implicados varios equipos, incluido el Astana de Alberto Contador y Lance Armstrong.
La investigación fue encargada por parte del ayudante del fiscal Dominique Pérard a OCLAESP (Oficina Central de la Lucha contra los Ataques al Medio Ambiente y la Salud Pública), y tenía su motivo en el descubrimiento de varias jeringuillas sospechosas y material para autotransfusiones en uno de los contenedores puestos a disposición de los equipos por parte de la organización para residuos sanitarios. Los agentes franceses habrían hallado asimismo en los hoteles donde se alojaron los equipos durante la ronda gala diversos medicamentos (incluyendo EPO), algunos de ellos sin el permiso obligatorio de la AFSS para ser introducidos en territorio francés.
El material descubierto, incluyendo las jeringuillas sospechosas que según L'Equipe habrían sido utilizadas por el equipo kazajo Astana, fue enviado al laboratorio parisino Toxlab para su pertinente análisis.
El 23 de diciembre el diario Le Monde adelantó que la investigación de la Fiscalía había descubierto entre los deshechos del equipo Astana varios kits de perfusión de sangre (utilizados para autotranfusiones y administración intravenosa de medicamentos, y prohibidos por la AMA), así como material biológico que pertenecería a siete perfiles genéticos distintos (es decir, siete personas distintas).

### Sanciones posteriores

#### Franco Pellizotti
El 8 de marzo del 2011 el TAS dio a conocer que había decidido sancionar con dos años de suspensión a Franco Pellizotti por dopaje, respaldando así el uso del pasaporte biológico como método para la lucha antidopaje.
El TAS ordenó asimismo su exclusión de todas las carreras en las que hubiera participado a partir del día de sus resultados anómalos en el pasaporte biológico. La principal consecuencia de esa decisión sería que le fuesen anulados sus destacados resultados de 2009: su segundo puesto en el Giro de Italia sería para Carlos Sastre (quien ascendería así, tras las descalificaciones de Danilo Di Luca y el propio Pellizotti por dopaje, del cuarto al segundo puesto final), su victoria en el Blockhaus durante ese Giro pasaría a manos de Stefano Garzelli y el maillot de la montaña de este Tour de Francia a manos de Egoi Martínez.

Finalmente la sanción de 2 años empezó a contar en mayo del 2009 perdiendo todos sus resultados en este Tour.

#### Lance Armstrong
A principios de 2012 comenzó un proceso que culminó con la anulación de todos los resultados conseguidos por Armstrong desde el 1 de agosto de 1998 en adelante, incluyendo una sanción de por vida para la práctica del deporte profesional. Tras una serie de investigaciones el 22 de octubre de 2012 la UCI hizo efectiva una sanción de por vida al ciclista y lo desposeyó de sus siete títulos, aceptando así la propuesta de la agencia estadounidense.
El 17 de enero de 2013, Armstrong admitió públicamente en una entrevista realizada por Oprah Winfrey haber utilizado métodos dopantes en los 7 Tours que ganó. El Comité Olímpico Internacional lo descalificó de su tercer puesto en la contrarreloj de los Juegos Olímpicos de Sídney 2000 y pidió que devolviera la medalla de bronce y el diploma olímpico. El 12 de septiembre de 2013, Armstrong devolvió la medalla olímpica.
La UCI actualizó entonces las clasificaciones de las carreras en las que Lance había participado desde agosto de 1998, siendo excluido de las mismas con la indicación "0 DSQ" (descalificado). Por ello todos sus resultados fueron anulados y su puesto quedó vacante excepto en el que salió victorioso en el que el segundo cogió su puesto quedándose el segundo vacante y en los de las clasificaciones generales y secundarias (tanto parciales como las finales): en esos dos casos su exclusión suponía que los corredores que hubieran quedado por detrás de él (hasta el 20.º) subieran un puesto en la clasificación, quedando vacante la vigésima posición; y en los Tours de 1999 a 2005 en el que quedó vacante el ganador.

## Homenaje a Bahamontes
En el 50.º aniversario de su victoria en el Tour de Francia (siendo así el primer ciclista español en ganar la clasificación general de la ronda gala, el maillot amarillo), Federico Martín Bahamontes, El Águila de Toledo, fue homenajeado por la organización al inicio de la 6.ª etapa (Gerona-Barcelona), celebrada el día que cumplía 81 años.
Días antes el embajador de Francia le había entregado una placa conmemorativa en nombre de la República Francesa.

## Sucesos

### Disparos a los ciclistas
El 17 de julio, durante la disputa de la 13.ª etapa, un perturbado disparó con una carabina a diversos ciclistas en el kilómetro 165 (una zona boscosa sin público), alcanzando los balines a dos corredores: el tricampeón del mundo Óscar Freire (Rabobank) sufrió varias perdigonadas en el muslo y Julian Dean (Garmin-Slipstream) en un dedo de la mano derecha, aunque afortunadamente ambos pudieron continuar en carrera.
Freire y Dean presentaron una denuncia, por lo que el caso pasó a ser investigado por la sección de investigación de Estrasburgo y la brigada de Colmar. Según las primeras investigaciones, los autores de los disparos contra los ciclistas podrían haber sido dos adolescentes.

### Espectadora muerta al ser arrollada
El 18 de julio, durante la disputa de la 14.ª etapa, se produjo la trágica muerte de una espectadora tras ser arrollada por una moto de la Guardia Republicana encargada de la seguridad de la prueba. La mujer, de 61 años, fue golpeada por la moto de un agente cuando cruzaba de forma indebida la carretera, en el kilómetro 38, provocándole la muerte.
Otras dos personas, un hombre de 37 años y otra mujer de 61 años, resultaron también heridas.

## Cobertura televisiva

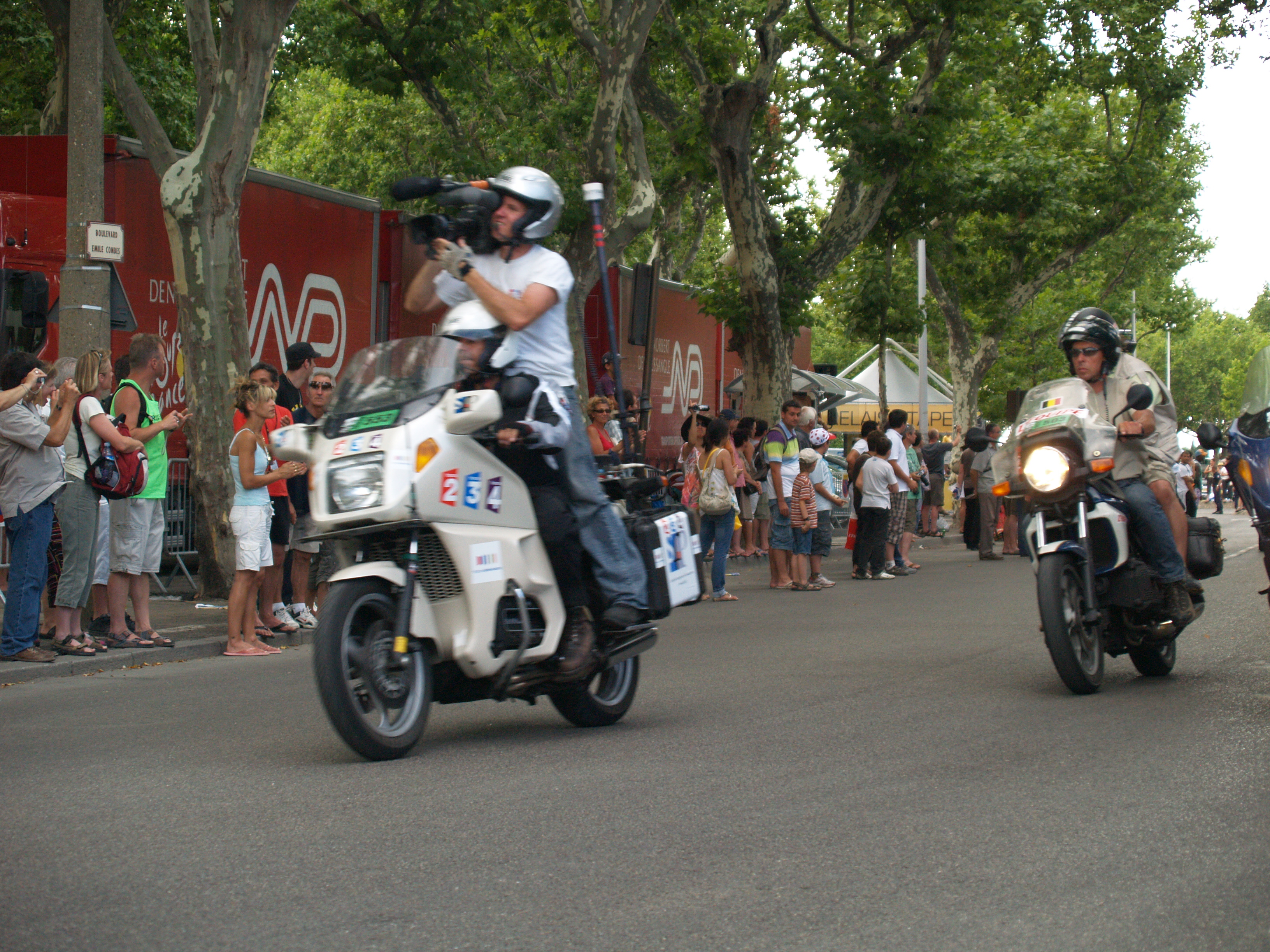
Una de las motos encargadas de la retransmisión televisiva la carrera, con el cámara de pie.

La retransmisión televisiva de la carrera corrió a cargo de France Télévisions, la televisión pública francesa, que emitió todas las etapas en directo a través de France 2 y su página web. ASO, la empresa propietaria de la Grande Boucle, emitió también en directo todas las etapas a través de su página web.
La señal televisiva de la carrera fue facilitada asimismo a las siguientes cadenas:
- ARD: Alemania
- ESPN Latinoamérica: América Latina
- ETB 1: España: País Vasco (euskera)[88]
- Eurosport: Europa (alemán, español, francés, inglés y ruso)
- ITV 4: Reino Unido
- NOS: Países Bajos
- OLN: Canadá
- Rai Due: Italia
- RTBF: Bélgica francófona
- RTL: Luxemburgo
- RTVE: España (español)
  - La 2
  - Teledeporte
  - rtve.es
- SBS: Australia
- SF Zwei: Alemania y Suiza (alemán)
- Sky Sports: Nueva Zelanda
- 2 Sporten: Noruega
- Sporza: Bélgica neerlandófona
- Super Sport: Sudáfrica
- Ten Sports: India y Pakistán
- TG4: Irlanda
- TV2: Dinamarca
- Versus: Estados Unidos
- ZDF: Alemania